# Hexabromocyclododécane
L'hexabromocyclododécane est un composé aliphatique bromé de formule brute C12H18Br6 considéré comme dangereux pour la santé et retiré progressivement du marché européen à partir du 17 février 2011.
Ce composé est essentiellement utilisé comme agent ignifuge bromé ajouté dans les isolants thermiques. Il est suspecté comme d'autres substances ignifuges d'être un perturbateur endocrinien.